# Bridge of Canny
Bridge of Canny, schottisch-gälisch: Drochaid Chanaidh, ist ein Weiler in der schottischen Council Area Aberdeenshire und der traditionellen schottischen Grafschaft Kincardineshire. Er ist etwa fünf Kilometer westlich von Banchory und 60 km nordöstlich von Dundee am nördlichen Ufer des Dee gelegen. Im Jahre 1961 verzeichnete Bridge of Canny 54 Einwohner. In Bridge of Canny mündet der Bach Burn of Canny linksseitig in den Dee.

## Verkehr
Die A93 verläuft durch Bridge of Canny und schließt die Ortschaft an das Fernstraßennetz an. In Bridge of Canny ist die Straße auf einer Brücke über den Burn of Canny geführt. Die nächstgelegene Brücke über den Dee befindet sich in Banchory. Die nächste Ortschaft entlang der A93 in östlicher Richtung ist Kincardine O’Neil.